# Округ Плимут (Ајова)
Округ Плимут (енгл. Plymouth County) је округ у америчкој савезној држави Ајова.

## Демографија
По попису из 2010. године број становника је 24.986, што је 137 (0,6%) становника више него 2000. године.
| Група             | 2000.          | 2010.          |
| Белци             | 24.215 (97,4%) | 23.782 (95,2%) |
| Афроамериканци    | 72 (0,3%)      | 76 (0,3%)      |
| Азијати           | 66 (0,3%)      | 117 (0,5%)     |
| Хиспаноамериканци | 328 (1,3%)     | 742 (3,0%)     |
| Укупно            | 24.849         | 24.986         |